# Guglielmo Sgardi
Guglielmo Sgardi, detto anche Memo (Osimo, 20 dicembre 1910 – ...), è stato un calciatore italiano, di ruolo portiere.

## Carriera
Dopo gli esordi nella squadra della sua città natale, l'Osimana, nel 1936 passa alla Jesina in Serie C.
Successivamente debutta in Serie B con il Venezia nel 1936-1937, disputando due campionati cadetti per un totale di 52 presenze.
In seguito continua la carriera in Serie C con il Lecce ed il Potenza.